# Typotheria
Typotheria є підрядом вимерлого ряду ссавців Notoungulata і включає п'ять родин: Archaeopithecidae, Campanorcidae, Interatheriidae, Mesotheriidae і Oldfieldthomasiidae. Цифеллі вказав, що Typotheria буде парафілетичним, якщо він виключає членів підряду Hegetotheria, і він виступає за включення родин Archaeohyracidae і Hegetotheriidae до Typotheria.